# 张勃
张勃（？—？），西汉政治人物，汉宣帝、汉元帝时大臣。汉武帝时名臣张汤之后，汉宣帝时大司马张安世之孙，富平侯张延寿之子。父死，承袭嗣富平侯爵，拜散骑谏大夫。封国位于平原。元帝时，因他所推荐的陈汤犯罪削去食邑200户。但陈汤后来立功西域，人们由此都称张勃知人善选。张勃死后，儿子张临承袭富平侯国。

## 家族
- 张勃世系图